# Уильямсон, Роджер
Ро́джер Уи́льямсон (англ. Roger Williamson; 2 февраля 1948 — 29 июля 1973) — британский автогонщик, пилот Формулы-1. Погиб, участвуя в Гран-при Нидерландов 1973 года.
Уильямсон трижды становился чемпионом Британской Формулы 3 (в 1971 году в зачёте Lombard North F3, а в 1972 году сразу в двух зачётах: Forward Trust BARC F3 и Shellsport National F3). В сезоне 1973 Уильямсон получил приглашение от команды Формулы-1 March. Из-за трагического исхода его второй гонки в последующие годы стали активно заниматься безопасностью трасс Формулы-1. Болид Уильямсона врезался в отбойник и, перевернувшись, загорелся. Дэвид Пэрли остановился и пытался вытащить Роджера, но тот задохнулся от дыма. Имевшие при себе огнетушители маршалы не рискнули приближаться к болиду, чей бензобак мог взорваться, и занимались сдерживанием зрителей, стремившихся помочь Уильямсону.

## Результаты выступлений в Формуле-1
| Легенда к таблице |                                                                    |
| --- | ------------------------------------------------------------------ |
| В таблице перечислены результаты всех Гран-при Формулы-1, в которых принимал участие гонщик. Строками таблицы являются сезоны, столбцами — этапы чемпионата мира. В каждой клетке указаны сокращённое название этапа и результат, дополнительно обозначенный цветом. Расшифровка обозначений и цветов представлена в нижеследующей таблице. |                                                                    |
| \| Пример \| Описание \| \| ------------ \| ------------------------------------------------------------------ \| \| 1 \| Победитель \| \| 2 \| Второе место \| \| 3 \| Третье место \| \| 5 \| Финишировал, заработав очки \| \| Сход \| Не финишировал, но при этом заработал очки \| \| 12 \| Финишировал, не получив очков \| \| НКЛ \| Финишировал, но не попал в финальную классификацию \| \| 15 \| Участвовал вне зачёта, либо по отдельной классификации \| \| 18 \| Не финишировал, но попал в финальную классификацию \| \| Сход \| Не финишировал \| \| НКВ \| Не прошёл квалификацию \| \| НПКВ \| Не прошёл предквалификацию \| \| ДСК \| Дисквалифицирован \| \| ИСК \| Исключён из протокола соревнований \| \| ТТ \| Заявлен для участия только в тренировках \| \| НС \| Участвовал в квалификации, но не стартовал в гонке \| \| Т \| Травмирован или болен \| \| ОТК \| Отказ от участия \| \| НТР \| Прибыл на соревнования, но на трассу не выезжал \| \| НПР \| Был заявлен в числе участников, но не прибыл к началу соревнований \| \| О \| Соревнования отменены \| \| \| Не участвовал \| \| Поул-позиция \| \| \| Быстрый круг \| \| |                                                                    |
| Пример | Описание                                                           |
| 1 | Победитель                                                         |
| 2 | Второе место                                                       |
| 3 | Третье место                                                       |
| 5 | Финишировал, заработав очки                                        |
| Сход | Не финишировал, но при этом заработал очки                         |
| 12 | Финишировал, не получив очков                                      |
| НКЛ | Финишировал, но не попал в финальную классификацию                 |
| 15 | Участвовал вне зачёта, либо по отдельной классификации             |
| 18 | Не финишировал, но попал в финальную классификацию                 |
| Сход | Не финишировал                                                     |
| НКВ | Не прошёл квалификацию                                             |
| НПКВ | Не прошёл предквалификацию                                         |
| ДСК | Дисквалифицирован                                                  |
| ИСК | Исключён из протокола соревнований                                 |
| ТТ | Заявлен для участия только в тренировках                           |
| НС | Участвовал в квалификации, но не стартовал в гонке                 |
| Т | Травмирован или болен                                              |
| ОТК | Отказ от участия                                                   |
| НТР | Прибыл на соревнования, но на трассу не выезжал                    |
| НПР | Был заявлен в числе участников, но не прибыл к началу соревнований |
| О | Соревнования отменены                                              |
| | Не участвовал                                                      |
| Поул-позиция |                                                                    |
| Быстрый круг |                                                                    |

| Год  | Команда | 1   | 2   | 3   | 4   | 5   | 6   | 7   | 8   | 9      | 10       | 11  | 12  | 13  | 14  | 15  | Место | Очки |
| ---- | ------- | --- | --- | --- | --- | --- | --- | --- | --- | ------ | -------- | --- | --- | --- | --- | --- | ----- | ---- |
| 1973 | March   | АРГ | БРА | ЮАР | ИСП | БЕЛ | МОН | ШВЕ | ФРА | ВЕЛ НС | НИД Сход | ГЕР | АВТ | ИТА | КАН | США | -     | 0    |